# Heinrich Rubenow

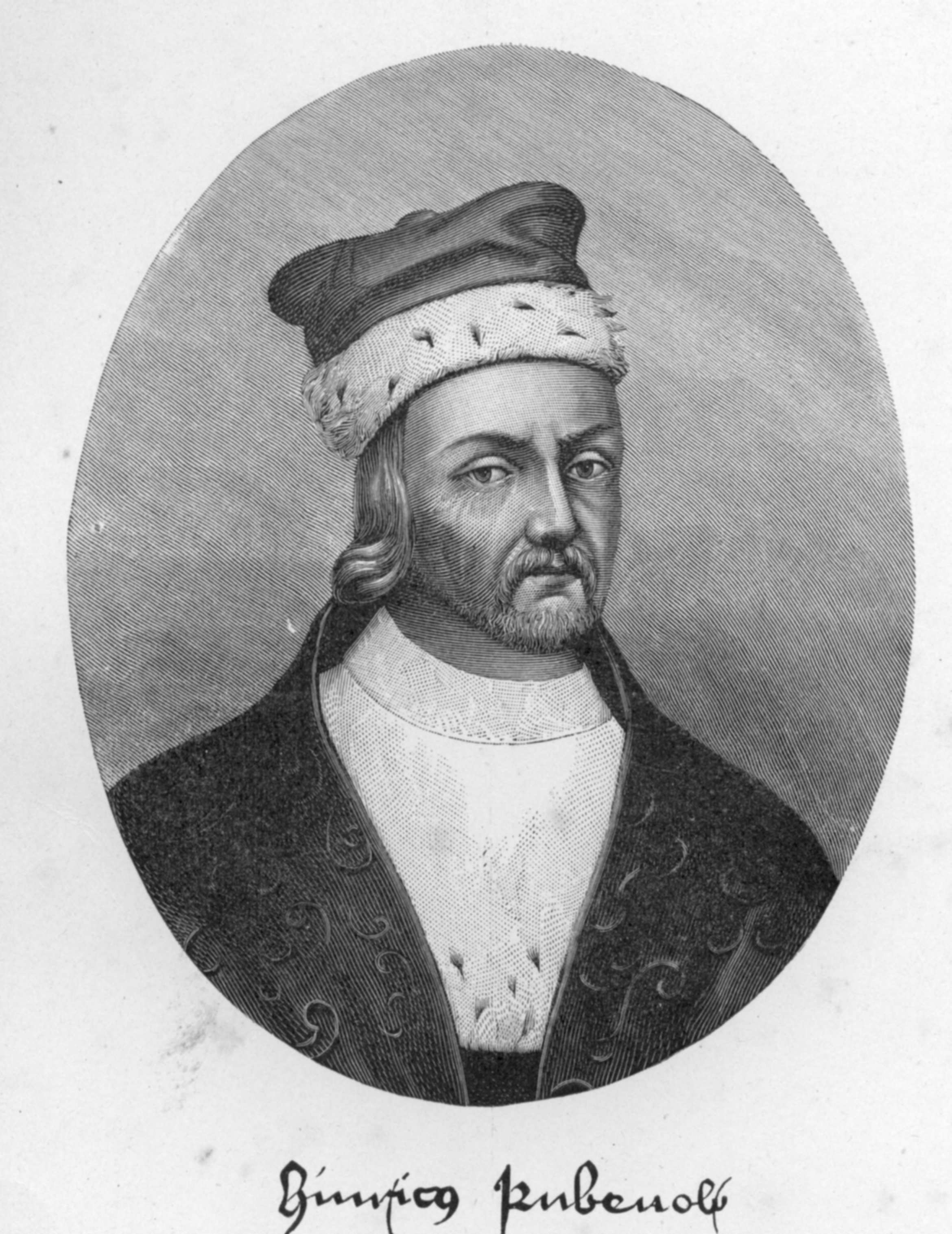
Heinrich Rubenow

Heinrich Rubenow (* um 1400; † 31. Dezember 1462 in Greifswald) war ein Greifswalder Bürgermeister und maßgeblich an der Gründung der Universität Greifswald beteiligt. 

## Leben
Rubenow entstammte einer alteingesessenen Greifswalder Familie, die seit dem 14. Jahrhundert in der Stadt lebte und dort auch entscheidenden Einfluss hatte. Sein Urgroßvater trug den Titel eines Magisters, sein Großvater war ebenfalls Bürgermeister von Greifswald. Heinrich Rubenow war zunächst Schüler der St.-Marien-Schule in Greifswald, besuchte ab 1435 die Universität Rostock und erwarb 1447 den Doktorgrad an der Universität Erfurt. 1449 wurde er Bürgermeister in Greifswald. 
Rubenow betrieb hartnäckig die Gründung einer pommerschen Universität in Greifswald. Als wohlhabender Bürger stellte er zur Ausstattung der Universität mehrere tausend Mark zur Verfügung und überließ der künftigen juristischen Fakultät seine Bibliothek. Er konnte die Unterstützung des Camminer Bischofs Henning von Iven und des Herzogs Wartislaw IX. von Pommern gewinnen. Dieser stiftete 1456 die Hochschule.
Die Eröffnung der Universität durch Rubenow erfolgte am 17. Oktober 1456 in der Nikolaikirche, die zu diesem Anlass in den Rang eines Doms erhoben wurde. Teilnehmer waren unter anderen Bischof Henning von Iven, der die Stiftungsbulle des Papstes Kalixt III. mitführte, und Herzog Wartislaw. Rubenow wurde zum Vizekanzler, Stellvertreter Herzog Wartislaws im akademischen Konzil und ersten Rektor ernannt. Er erhielt zugleich die Vollmacht, Universitätslehrer einzusetzen und zu entlassen. Aufgrund zahlreicher Anfeindungen musste er im September 1457 aus Greifswald fliehen; der Stralsunder Sabel Siegfried, mit dem er entfernt verwandt war, bot ihm Unterschlupf in Stralsund an. Nach seiner Rückkehr im Dezember 1457 wurden seine Gegner aus der Stadt vertrieben, einer wurde hingerichtet. Wartislaw IX. stattete Rubenow 1459 mit weit gehenden Rechten aus, die denen eines heutigen Kultusministers vergleichbar sind.
Rubenow war ebenfalls an der Errichtung der Stiftskirche St. Nikolai beteiligt, ein Teil der Klerikerpfründe wurde von ihm gestiftet und mit den erforderlichen Gütern ausgestattet.
Vermutlich auf Betreiben seiner Feinde, des Bürgermeisters Lange und des Ratsherren von der Osten, wurde Rubenow in der Silvesternacht 1462 ermordet. Er wurde in der Franziskanerkirche in Greifswald bestattet. Die nach seinem Tod einsetzenden Machtkämpfe konnten erst durch den Einsatz herzoglicher Truppen beendet werden.
Sein Nachfolger als Greifswalder Bürgermeister wurde Peter Warschow.

## Ehrung und Erinnerung
Siehe Hauptartikel Rubenow-Denkmal

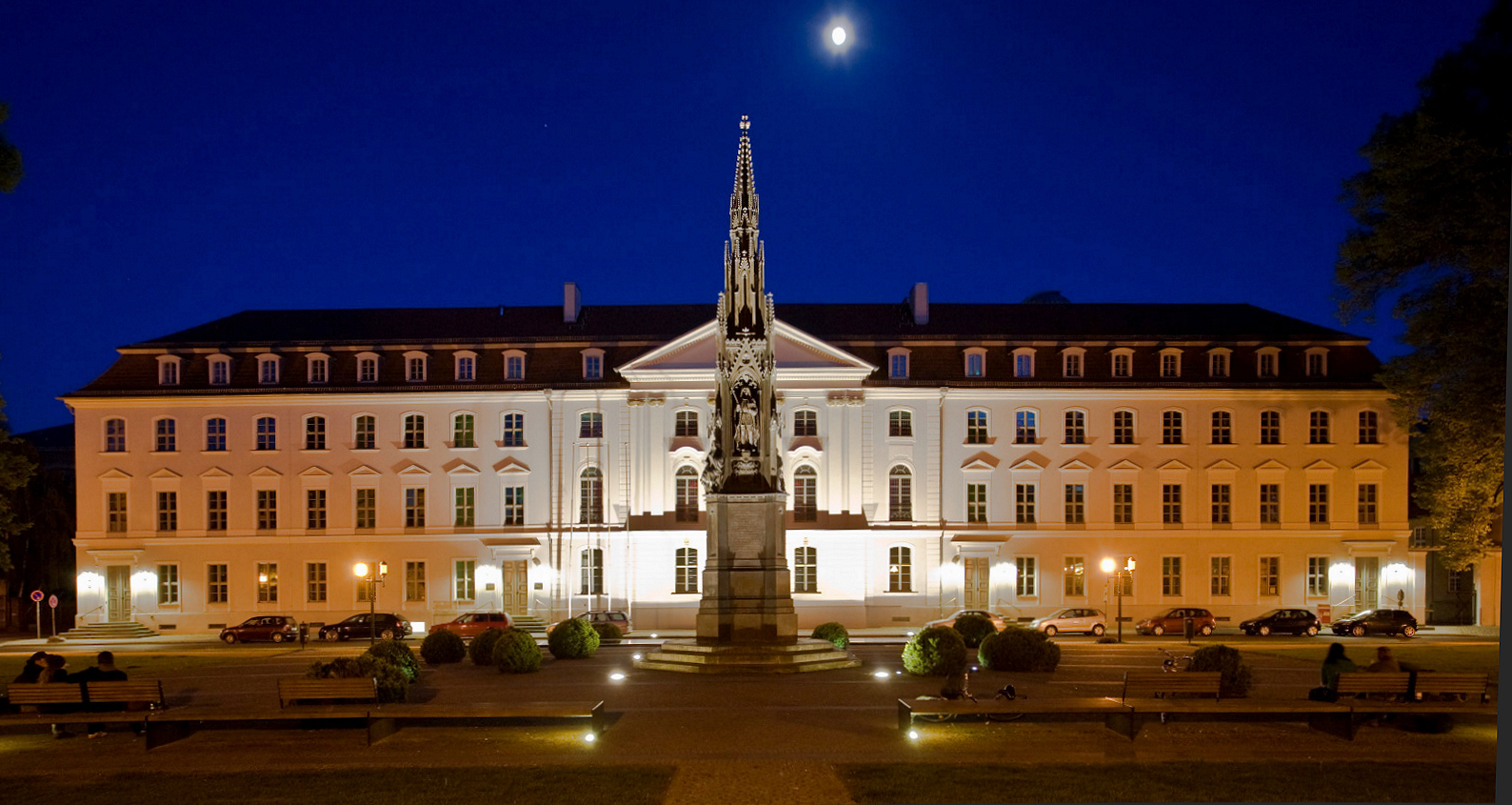
Das Rubenowdenkmal auf dem Rubenowplatz mit dem barocken Universitätshauptgebäude im Hintergrund.

Aus Anlass der 400-Jahr-Feier der Universität schrieb der Greifswalder Historiker Theodor Pyl 1856 das Drama Heinrich Rubenow oder die Stiftung der Hochschule zu Greifswald. Die Bedeutung Rubenows wurde hier erstmals umfassend gewürdigt. Im Rahmen der 550-Jahr-Feier wurde dieses Drama in einer szenischen Lesung vom Theater Vorpommern in Greifswald in einer neu revidierten Fassung wieder aufgeführt. 
In der Greifswalder Innenstadt wurden eine Straße und der Platz vor der Universität nach Heinrich Rubenow benannt. Seit 1877 (1890) erinnert an der Fassade des Hauses Schuhhagen 11 eine Gedenktafel an die Stelle, wo sein Vaterhaus gestanden hat. 
In der Kirche St. Marien befindet sich ein Gedenkstein, der an die Ermordung Rubenows erinnert.
Die Rubenow-Tafel, ein spätgotisches Tafelbild, das Rubenow mit sechs weiteren Professoren: Bernhard Bodeker, Wilken Bolen, Johannes Lamside, Bertold Segeberg, Johannis Tidemann und Nicolaus Theodorici de Amsterdam zeigt, befindet sich im Dom St. Nikolai. Ein Schriftband auf dieser Tafel enthält den Text: „erster Rektor der Universität, die Wartislaw IX. unter Leitung Rubenows gegründet hat“.
Das Rubenow-Denkmal besteht aus einer schlanken Fiale und zeigt einen reichen bildlichen Schmuck zur Geschichte der Hochschule. Bei den Vorbereitungen der Jubiläumsfeierlichkeiten zum 400-jährigen Bestehen der Universität wurde die Errichtung eines Denkmals für den Gründer initiiert. Der Berliner Architekt Friedrich August Stüler schuf das Denkmal als eine Nachbildung des Kreuzbergdenkmals in Berlin. Am 17. Oktober 1856 wurde das Rubenow-Denkmal feierlich enthüllt.
Im Jubiläumsjahr 1856 erfolgte am 18. Oktober auf der Greifswalder Werft von Wittenberg der Stapellauf des größten Greifswalder Segelschiffes, einer Bark. Sie war mit 259 Lasten und 13 Mann Besatzung zugleich eines der größten Schiffe der damaligen deutschen Handelsflotte und erhielt zu Ehren des Universitätsgründers den Namen Rubenow. Das Schiff gehörte der Greifswalder Reederei J. D. Hagen und stand unter dem Kommando der Kapitäne Peter Marquardt und C.D. Stüdemann. Die Rubenow war noch 1865 in Greifswald registriert. Seit 1998 ist die Universität Greifswald Eigentümerin einer Segelyacht des Typs Shipman 28 (Baujahr 1976), die den Namen Heinrich Rubenow trägt.
Seit 2004 wird die Rubenow-Medaille als höchste Auszeichnung der Stadt Greifswald vergeben.